# Tjaktjajaure
Le Tjaktjajaure est un lac situé dans le comté de Norrbotten dans la province historique de Lappland, au nord de la Suède. Il est alimenté par la rivière Rapaätno qui, après avoir formé un vaste delta se jette dans le Laitaure avant d'arriver au Tjakjajaure. Le lac est surélevé par un barrage alimentant la centrale hydroélectrique de Seitevare.